# Bjørn Willberg Andersen
Bjørn Willberg Andersen, född den 28 oktober 1959, är en norsk skådespelare och sångare. Han har bakgrund i frigruppmiljön i Bergen och anställdes vid Den Nationale Scene 1989. Här debuterade han i Henrik Ibsens Samfundets støtter (Samhällets stöttepelare), och han har senare gjort sig bemärkt i många olika sorters roller. Han har också gjort betydande insatser i show- och musikalsammanhang.

## Filmografi
Efter Internet Movie Database:
- 1994 – Drömspel
- 1994 – Trollsyn
- 2005 – Vid kungens bord (miniserie)
- 2007 – Andra halvlek
- 2008 – Varg Veum – Törnrosa
- 2008 – S.O.S Svartskjær